# Жумурткинов, Абайдилья
Абайдилья Жумурткинов, другой вариант имени — Абайдильда (1884, аул № 2, Акмолинская область, Российская империя — 1975, Джезказганская область, Казахская ССР) — старший чабан колхоза «Бырлестык» Джезказганского района Карагандинской области, Казахская ССР. Герой Социалистического Труда (1948).

## Биография
Родился в 1884 году в семье кочевника-животновода в одном из сельских населённых пунктов Семипалатинской области.
С раннего возраста пас овец. В 1925 году вступил в совместное товарищество по обработке земли, позднее преобразованное в колхоз «Бырлестык» Джезказганского района. Трудился чабаном, позднее — старшим чабаном.
В 1947 году вырастил 514 ягнят от 440 курдючных овец. Средний вес каждого ягнёнка к отбивке составил 40 килограммов. Указом Президиума Верховного Совета СССР от 23 июля 1948 года удостоен звания Героя Социалистического Труда за «получение высокой продуктивности животноводства в 1947 году» с вручением ордена Ленина и золотой медали «Серп и Молот» (№ 2581).
Этим же указом званием Героя Социалистического Труда были удостоены труженики колхоза «Бырлестык» управляющий колхозной овцефермой Керимбек Туржанбаев и чабан Азимбай Тыккозов.
Трудился в колхозе до выхода на пенсию в 1959 году. Проживал в Карагандинской области.
Умер в 1975 году.